# 馬特森 (堪薩斯州)
馬特森（英語：Matteson）是位於美國堪薩斯州菲利普斯縣的一個鬼鎮。

## 歷史
馬特森的郵政局於1875年設立，直到1894年結束營運。

## 地理
馬特森所處的海拔為高於海平面608米（即1995英呎），而該地所採用的時區為UTC-6，即北美中部時區（CST）。同時該地設有夏令時間，為UTC-6調快一小時，即UTC-5（CDT）。